# Charly Jacobs
Charly Jacobs (* 21. Juli 1948; † 9. Januar 2013) war ein belgischer Fußballspieler. Er war im Profibereich zehn Jahre für Sporting Charleroi aktiv und wurde einmal in der belgischen Nationalmannschaft eingesetzt.

## Karriere

### Verein
Jacobs begann seine Laufbahn als Senior 1967 bei ROC Charleroi. Vier Jahre spielte er anschließend bei der RAA Louviéroise, mit der er aus der Vierten in die Zweite Division aufstieg. 1972 wechselte der Stürmer zu Sporting Charleroi, für den er in 254 Pflichtspielen mehr als 100 Tore erzielte. Aufgrund seiner fulminanten, „tödlichen“ Schüsse wurde Charly-la-foudre („Charly der Blitz“) zu seinem Spitznamen. Sechs Jahre lang spielte er gemeinsam mit Rainer Gebauer im Sturm der Hennegauer. Es waren erfolgreiche Jahre für den Verein; in Jacobs’ aktive Zeit fiel 1977/78 unter Trainer Félix Week die erste Finalteilnahme im Pokalwettbewerb; das Endspiel verlor Sporting gegen SK Beveren (mit Torhüter Jean-Marie Pfaff) mit 0:2. Nach zehn Spielzeiten, in denen er zu einer Galionsfigur des Vereins geworden war, beendete Jacobs bei Sporting Charleroi seine aktive Laufbahn.

### Nationalmannschaft
Im April 1979 berief Nationalcoach Guy Thijs Jacobs erstmals in den Kader der A-Nationalmannschaft. Beim 0:0 in der Qualifikation zur Europameisterschaft 1980 gegen Österreich am 2. Mai 1979 in Wien spielte er 86 Minuten, ehe er gegen Guy Dardenne ausgewechselt wurde. Am 12. September 1979 gehörte er für das nächste Spiel der EM-Qualifikation gegen Norwegen erneut zum Kreis der „Roten Teufel“, blieb beim 2:1-Sieg jedoch auf der Bank. Damit war seine kurze Karriere als Nationalspieler bereits beendet.